# Tunnel 3D
Tunnel 3D (터널 3D?, Teoneol 3DLR) è un film horror sudcoreano uscito nel 2014 e diretto dal regista Park Gyu-taek.

## Trama
Un gruppo di ragazzi è invitato alla cerimonia di inaugurazione di un resort di lusso. Fa il suo ingresso uno strano uomo, che spaventa tutti dicendo loro che moriranno a causa di una maledizione. I ragazzi tornano al resort e, trovato il misterioso individuo che li fissa, lo uccidono accidentalmente. Decidono pertanto di abbandonare il corpo in una miniera di carbone, ma si ritrovano intrappolati negli oscuri cunicoli del giacimento, dove dovranno affrontare il terrore con cui sono rimasti sepolti.